# 政田自然農園
政田自然農園(まさだしぜんのうえん)株式会社とは、山口県柳井市に拠点を置く、自然薯を栽培する資材や種芋、食用自然薯の通信販売を行う企業である。
同じ山口県柳井市にある計量機メーカーのグループ会社。

## 概説
山口県柳井市に拠点を置く宝計機製作所の農機部として、1965年頃から自然薯栽培の研究を行い、1974年に同社が開発したクレバーパイプを使用した自然薯の栽培技術を確立。同社はクレバーパイプを販売する目的で、全国の自然薯産地育成を行った為、かつては山際の人々のみが食べる貴重な山菜とされていた自然薯の知名度と普及が急速に進んだ。同商品は発売以来1300万本以上販売されており、現在でも全国各地で使用されている。また、1984年に自然薯の生態と栽培方法をまとめた本を発刊。この本を元に様々な応用栽培方法が確立している。

## 沿革
- 1967年 計量機メーカーの宝計機製作所に農機部開新設
- 1969年 長芋用栽培器クレバーパイプ長芋用を発売
- 1974年 自然薯の栽培方法を確立 クレバーパイプ自然薯用を発売
- 1984年 農機部の専用施設を同市内に新設
- 1985年 この年より政田自然農園の名前での販売を行い始める
- 2010年 農機部の業務を分社化、政田自然農園株式会社を設立

## 主な事業 製品

### 自然薯栽培資材の販売
クレバーパイプ自然薯用をはじめ、自然薯栽培に必要な資材を販売している。

### 自然薯の種子の販売
各地から採取した自然薯種から優良系統の自然薯種芋を選抜、販売している。山口県農業試験場や山口大学農学部と共同研究を行い、植物性ウイルスに強い自然薯新品種の開発に成功している。

### 食用自然薯の販売
業務用、贈答用の自然薯の販売を通年で行っている。

### 長芋用栽培器の販売
長芋用クレバーパイプの販売を行っている。主に全国のホームセンター 種苗店で販売されている。なお、政田自然農園は自然薯の種子の販売を行っているが、長芋の種子の販売は行っていない。